# 格雷的五十道陰影 (電影)
《格雷的五十道陰影》（英語：Fifty Shades of Grey）是一部2015年上映的美国情色愛情電影，根據E·L·詹姆絲的同名小說改編而成。由萨姆·泰勒-约翰逊執導，凱利·馬塞爾編劇，並由達珂塔·強生、傑米·道南、珍妮佛·艾莉以及馬西雅·蓋·哈登主演。電影於2015年2月11日在第65屆柏林影展上首映，2月13日正式公映。票房獲得即時的佳績，打破了多個票房紀錄，全球票房5.71亿美元。
兩部續集《格雷的五十道陰影：束縛》和《格雷的五十道陰影：自由》於2016年2月以背靠背的方式同時拍攝，並分別定於2017年和2018年上映。

## 劇情簡介
安娜塔希婭·史迪爾 (安娜) 是一名21歲的女大學生，就讀於鄰近溫哥華的華盛頓州立大學的分校，主修文學。一天，她的室友病了，於是請安娜代替她完成校報的採訪，訪問27歲富裕的年輕企業家克里斯欽·格雷 (格雷)。安娜同意到格雷位於西雅圖的公司總部進行訪問，訪問期間，安娜被格雷迷倒，格雷亦對她產生興趣。
訪問之後，格雷到安娜工作的五金店找她，一次意外讓二人頓生情愫。不久，格雷在華盛頓州立大學的畢業典禮上演講，而安娜就是台下畢業生之一，畢業禮後，格雷應安娜的邀請為報章的報導拍照。拍照之後，格雷邀請安娜去喝咖啡，但他的突然離開使安娜很困惑。為祝賀安娜的畢業，格雷送了《德伯家的苔絲》的小說首版。安娜跟朋友們去慶祝，微醺了的安娜矇矓間打了個電話給格雷，關注她的格雷迅即到酒吧找安娜，從她乘人之危的朋友手上接過的安娜後，她便失去知覺了。第二天早上她在格雷的酒店房間中醒來，雖然她的衣服被換了，但格雷說他們並沒有發生任何關係。
格雷和安娜就如情侶般經常見面，但他卻要求安娜簽署一份保密協議，以防止她透露關於二人關係的任何非公開協議。不過格雷對性愛有一些特殊癖好，而安娜透露自己仍是處女，在她正考慮是否簽署協議時，兩人就發生了性關係。之後格雷送安娜一些禮物，例如新跑車和筆記本電腦。
安娜和室友搬到了西雅圖，與格雷更為接近。有一晚，他們倆到格雷父母的家晚餐，及後安娜表示她想要的是一段浪漫的關係而不是一個純粹的性關係，這使格雷觸怒了。翌日，她到喬治亞州探望母親時，格雷的出現讓她感到很突然，不過他突然因為緊急的情況而趕回西雅圖。
回家後，安娜繼續跟格雷經常見面，他希望有進一步的實驗，安娜最初也同意並心甘情願的，但格雷卻跟安娜在情感上保持距離，讓安娜感到難受。後來她無奈發現自己的浪漫期待與格雷的要求相距甚遠，而結論是，格雷的觀念是錯誤的，做法也離經叛道和過度了，她需要離開。

## 演員
| 演員                                         | 角色                                        | 詮釋                                            |
| 達珂塔·強生 Dakota Mayi Johnson              | 安娜塔希婭.史迪爾 Anastasia "Anna" Steele   |                                                 |
| 傑米·道南 James "Jamie" Dornan               | 克里斯欽.格雷 Christian Grey                |                                                 |
| 安德魯·艾爾利                                | 凱瑞克.格雷 Carrick Grey                    | 格雷的養父。                                    |
| 馬西雅·蓋·哈登 Marcia Gay Harden             | 葛蕾絲.崔弗蓮.格雷 Dr. Grace Trevelyan Grey | 格雷的養母。                                    |
| 盧克·格里姆斯 Luke Timothy Grimes            | 艾立歐.格雷 Elliot Grey                     | 格雷的哥哥。                                    |
| 瑞塔·奥拉 Rita Sahatçiu Ora                  | 蜜雅.格雷 Mia Grey                          | 格雷的妹妹。                                    |
| 艾洛絲·蒙福                                  | 凱瑟琳.卡瓦納 Katherine "Kate" Kavanagh     | 安娜的好友兼室友，格雷的哥哥艾立歐.格雷的女友。 |
| 維克多·羅塞克                                | 荷西.羅德里蓋茲 José Rodriguez              | 安娜的朋友之一。                                |
| 馬克斯·馬蒂尼 Maximilian Carlo "Max" Martini | 泰勒 Taylor                                 | 克里斯欽的司機。                                |

## 制作
2013年初，多家好莱坞片厂有意购买《纽约时报》畅销书《五十度》三部曲小说电影改编权，其中华纳兄弟影业、索尼、派拉蒙、环球和马克·沃尔伯格的制片公司参与竞标。最终，2013年3月，环球和焦点影业拿下版权。

## 原聲音樂
原著的作者E·L·詹姆絲宣布影片的原声带将在2015年2月10日发布。在此之前，收入专辑的3首单曲——Earned It、Love Me Like You Do和Salted Wound已先行发布。

## 票房
北美方面，首周末收获8167万美元列榜首，该成绩创造了“总统纪念日”开画纪录，并打破《暮光之城》的6963万美元，成为女性导演执导影片开画成绩第一位；情人节当天收入3670万美元创下情人节单日最高票房纪录。次周末取得2225万蝉联冠军。
台灣方面，首週三天票房為新台幣4700萬元；次週票房累計至新台幣9000萬元；第三週票房累計至新台幣1.15億元；最終全台票房為新台幣1.25億元。
| 上一届： 《海绵宝宝 海陆大出击》 | 2015年美國週末票房冠軍 第7-8周 | 下一届： 《决胜焦点》 |

## 反响
爛番茄基於242個專業評論有25%的新鮮度，平均得分4.2/10。在Metacritic上根據46篇影評，得分46，IMDB得分4.1，評價褒貶不一；CinemaScore上观众评分C+，口碑不佳。
获得第36届金酸莓奖最差影片（与《神奇四侠》并列）、最差男主角、最差女主角、最差银幕组合、最差剧本5个奖。

## 書籍
| 出版日期 | 書名                          | 作者      | 譯者   | 出版社 | ISBN               |
| -------- | ----------------------------- | --------- | ------ | ------ | ------------------ |
| 2012年   | 《格雷的五十道陰影I：調教》   | E L詹姆絲 | 朱立雅 | 春光   | ISBN 9789865922023 |
| 2012年   | 《格雷的五十道陰影II：束縛》  | E L詹姆絲 | 朱立雅 | 春光   | ISBN 9789865922085 |
| 2013年   | 《格雷的五十道陰影III：自由》 | E L詹姆絲 | 朱立雅 | 春光   | ISBN 9789865922160 |